# Astraptes anaphus
Astraptes anaphus ist ein Schmetterling (Tagfalter) aus der Familie der Dickkopffalter (Hesperiidae).

## Merkmale

### Falter
Die Flügelspannweite der Falter beträgt 51 bis 64 Millimeter. Vorder- und Hinterflügel haben auf Ober- und Unterseite eine braune Farbe. Sie sind mit einigen undeutlichen schwarzbraunen Querlinien versehen. Arttypisch ist ein großer gelber Fleck am Tornus der Hinterflügel, der insbesondere auf der Unterseite sehr auffällig ist.

### Raupe
Ausgewachsene Raupen haben eine gelbe Farbe. Der braune Kopf ist mit einigen Augenflecken versehen.

## Verbreitung und Vorkommen
Das Verbreitungsgebiet der Art erstreckt sich von Texas Richtung Süden bis nach Argentinien. Sie kommt auch auf den Antillen vor. Astraptes anaphus besiedelt bevorzugt tropische Wälder und Buschlandschaften.

## Lebensweise
Die Falter fliegen in Südtexas von April bis Oktober, in Mexiko und weiter südlich in mehreren Generationen. Sie saugen gerne an Blüten oder Exkrementen. Die Raupen ernähren sich von Hülsenfrüchtlern (Fabaceae). Für Mexiko wird beispielsweise Kudzu (Pueraria montana var. lobata) als Nahrungspflanze genannt, für Brasilien wild wachsende Bohnen („creeping wild bean“).

## Unterarten
- Astraptes anaphus anaphus (Cramer, 1777)
- Astraptes anaphus aniza Evans, 1952
- Astraptes anaphus annetta Evans, 1952
- Astraptes anaphus anoma Evans, 1952

## Belege